# Philippe Billy
Philippe Billy (Nantes, 13 januari 1982) is een voormalig Frans voetballer. Billy was een verdediger.

## Carrière

### Clubcarrière
Billy zette zijn eerste stappen in het profvoetbal bij Stade Lavallois, toen uitkomend in de Division 2. Niet veel later telde de Italiaanse eersteklasser US Lecce 686.000 euro voor hem neer. Billy wist in Italië echter niet door te breken, uitleenbeurten aan SC Bastia en RAEC Bergen ten spijt. De Bretoen keerde in 2006 dan maar terug naar Stade Lavallois, inmiddels een derdeklasser.
Het stapje terug deed Billy duidelijk deugd, want een jaar later versierde hij al een transfer naar tweedeklasser Stade Brestois. Na een respectabel eerste seizoen kreeg Billy tijdens het seizoen 2008/09 echter amper speelminuten, waardoor hij de club in de zomer van 2009 verliet. Na een tijdje zonder club gezeten te hebben ondertekende hij op 27 januari 2010 een contract voor twee seizoenen bij Montreal Impact in de USSF Division 2 Professional League. Hoewel hij op het einde van zijn eerste seizoen zowel door de club als door de supporters verkozen werd tot Speler van het Jaar, kwam er in oktober 2011 een einde aan de samenwerking. Billy keerde daarop terug naar Frankrijk, waar hij voor zijn ex-club US Jeanne d'Arc Carquefou koos. Na twee jaar ruilde hij Carquefou in voor het B-elftal van Stade Lavallois in de Franse vijfde divisie.
Billy werkt sinds 2018 voor de commerciële dienst van zijn ex-club Stade Lavallois.

### Interlandcarrière
Billy doorliep meerdere nationale jeugdelftallen en schopte het tot het Franse beloftenelftal. In 2008 speelde hij één interland voor Bretagne, tegen Congo-Brazzaville. Billy kwam tussen 2014 en 2016 ook uit voor het Frans militair voetbalelftal. Hij nam met zijn land deel aan de Militaire Wereldspelen van 2015 in Zuid-Korea.